# Santa Balbina (título cardinalício)
O título cardinalício de Santa Balbina aparece com este nome apenas após um sínodo realizado em 595, como sucessora do título de Tigridae, referida em 493. Segundo outras fontes, Tigridae foi suprimida pelo Papa Gregório I e sucedida pelo título de São Sisto.
Sua igreja titular é a Basílica de Santa Balbina.

## Titulares protetores
- Pietro (590-?)
- Gregorio (745- 761)
- Gregorio (761-?)
- Paolo (853- 867)
- Paolo (?) (867- 872)
- Benedetto (872-?)
- Leone (964-?)
- Guido, O.S.B. (1099- circa 1120)
- Adoaldo (ou Othaldo, ou Odoaldo, ou Odalo) (1120- circa 1124)
- Gregorio (1125-?)
- Galdino della Sala (1165-1176)
- Guillaume aux Blanches Mains (1179-1202)
- Tommaso da Capua (1216-1239)
- Hugo de Saint-Cher (1244-1263)
- Simon de la Charité, O.Cist. (1294-1297)
- Eleazario da Sabrano (1378-1379)
- Bandello Bandelli (1408-1416)
- Guglielmo Carbone (1411-1418), pseudocardeal do antipapa João XXIII
- John Kemp (1440-1452)
  - Vacante (1452-1467)
- Amico Agnifilo della Rocca (1467-1469)
  - Vacante (1469-1473)
- Giovanni Battista Cibo (ou Cybo) (1473-1474), depois Papa Inocêncio VIII
- Girolamo Basso della Rovere (1477-1479)
- Juan Margarit i Pau (1484)
  - Vacante (1484-1500)
- Juan de Vera (1500-1507)
- Francisco Jiménez de Cisneros, O.F.M. (1507-1517)
- Adrian Gouffier de Boissy (1517-1520)
- Giovanni Piccolomini (1521-1524)
  - Vacante (1524-1535)
- Girolamo Ghinucci (ou Ginucci) (1535-1537)
- Gasparo Contarini (1537-1539)
- Pierpaolo Parisio (1540-1545)
- Jacopo Sadoleto (1545)
- Otto Truchsess von Waldburg (1545-1550)
- Pedro Pacheco de Villena (1550-1557)
- Lorenzo Strozzi (1557-1571)
- Gaspar Cervantes (1572-1575)
- Gaspar de Quiroga y Vela (1578-1594)
- Pompeo Arrigoni (1597-1616)
- Antonio Zapata y Cisneros (1616-1635)
- Alfonso de la Cueva-Benavides e Mendoza-Carrillo (1635-1644)
- Juan de Lugo, S.J. (1644-1660)
- Pascual de Aragón-Córdoba-Cardona e Fernández de Córdoba (1661-1677)
- Lazzaro Pallavicino (1677-1680)
  - Vacante (1680-1687)
- José Saenz d'Aguirre, O.S.B. (1687-1694)
- Ferdinando d'Adda (1696-1714)
- Antonio Felice Zondadari (1715-1731)
- Girolamo Grimaldi (1731-1733)
- Thomas Philip Wallrad d'Alsace-Boussut de Chimay (1733-1752)
  - Vacante (1752-1760)
- Girolamo Spinola (1760-1775)
  - Vacante (1775-1782)
- Alessandro Mattei (1782-1786)
- Antonio Felice Zondadari (1801-1823)
- Ercole Dandini (1823-1840)
- Silvestro Belli (1841-1844)
- Giacomo Piccolomini (1846-1847)
- Giuseppe Pecci (1850-1855)
- Enrico Orfei (1858-1870)
- Giuseppe Andrea Bizzarri (1875-1877)
- Giacomo Cattani (1880-1887)
- Amilcare Malagola (1893-1895)
- Donato Maria Dell'Olio (1901-1902)
  - Vacante (1902-1916)
- Auguste-René-Marie Dubourg (1916-1921)
- Jean Verdier, P.S.S. (1929-1940)
- Clément Émile Roques (1946-1964)
- Léon-Etienne Duval (1965-1996)
- Péter Erdő (2003-2023)